# La Gifle
La Gifle es una película franco-italiana de 1974 dirigida por Claude Pinoteau y protagonizada por Lino Ventura e Isabelle Adjani.

## Sinopsis
Jean, un profesor de cincuenta años separado, tiene una hija que es estudiante de Medicina y que está pasando una mala racha. Su amante acaba de dejarle y tiene una pelea con unos estudiantes que resultan ser policías de paisano. Mientras su universo se tambalea, el distanciamiento de su hija se hace cada vez mayor. Jean cree que ha llegado la hora de solucionar sus problemas y poner las cosas en su sitio. 

## Reparto
- Lino Ventura: Jean Douélan
- Isabelle Adjani: Isabelle Douélan
- Francis Perrin: Marc Morillon
- Annie Girardot: Hélène Douélan
- Jacques Spiesser: Rémy Abeillé
- Georges Wilson: Pierre
- Nicole Courcel: Madeleine
- Nathalie Baye: Christine Abeillé
- Xavier Gélin: Xavier
- Robert Hardy: Robert Dickinson
- Michel Aumont: Charvin
- Jacques Maury: Rabal
- Richard Berry: estudiante
- Janine Souchon: monitora de autoescuela
- Robert Dalban: concierge du lycée
- Sylvain Lévignac: policía de paisano (no acreditado)
- Francis Lemaire: inspector
- Annick Alane: mujer de la limpieza
- Charles Gérard: vecino de Christine
- Paul Bisciglia: serveur
- André Dussollier: joueur de foot
- Élie Chouraqui: estudiante
- Martin Lartigue: el cartero en triciclo (no acreditado)
- Arlette Gordon

## Reconocimiento
- Prix Louis-Delluc en 1974.
- Premio de entrega especial para Isabelle Adjani en Premios David de Donatello 1975.